# Onychogomphus aequistylus
Onychogomphus aequistylus är en trollsländeart som beskrevs av Selys 1892. Onychogomphus aequistylus ingår i släktet Onychogomphus och familjen flodtrollsländor. Inga underarter finns listade i Catalogue of Life.